# P.C. Hooftprijs 2005
P.C. Hooftprijs 2005 voor beschouwend proza aan Frédéric Bastet is een uitgave van Em. Querido's Uitgeverij die verscheen ter gelegenheid van de uitreiking van de P.C. Hooft-prijs 2005 aan Frédéric Bastet.

## Geschiedenis
Op 20 mei 2005 kreeg Frédéric Bastet (1926-2008) de P.C. Hooft-prijs voor beschouwend proza uitgereikt. Officieel was het de prijs voor het essay, die naast die voor proza en poëzie driejaarlijks wordt uitgereikt. In het juryrapport wordt vooral ingegaan op diens 'Wandelingen door de antieke wereld', maar uiteraard komen ook de biografieën van Carel Vosmaer, Louis Couperus en Helse liefde over D'Agoult, Chopin en Liszt aan de orde.
Ter gelegenheid van de uitreiking van die prijs verscheen tevens de uitgave van Bastet: Twee vrouwen en een gorilla.

### Inhoud
De uitgave bevat drie stukken: de feestrede zoals uitgesproken door Eugenie Boer, het juryrapport en het dankwoord van Bastet.